# Forever Love (Gary Barlow)
Forever Love è una romantica canzone pop del 1996, scritta ed interpretata da Gary Barlow e facente parte dell'album Open Road, uscito l'anno seguente.

Si tratta del primo singolo da solista del cantante, inciso dopo il momentaneo scioglimento della boy band Take That, di cui faceva parte.
Il disco, uscito su etichetta BMG Records e prodotto dallo stesso Gary Barlow e da Chris Porter, raggiunse il primo posto nelle classifiche britanniche e il terzo in quelle irlandesi. In Italia, raggiunse il 5º posto.
La canzone è stata inserita nella colonna sonora del film di John Duigan The Leading Man (1996).

## Testo & Musica
Il testo parla di un ragazzo che, dopo un lungo periodo di "vuoto" a livello sentimentale, ha finalmente trovato l'amore. 

Tuttavia, questa storia, che riempie ora totalmente i suoi pensieri, va avanti tra dubbi e incertezze, che si traducono nei suoi atteggiamenti contrastanti verso la sua ragazza. E lui si chiede se questo sentimento sia destinato a durare per sempre e se è questo ciò che veramente vuole.
Il testo è accompagnato da una musica piuttosto malinconica.

## Tracce
1. Forever Love - 4:36
2. I Miss It All - 4:02'
3. Forever Love (strum.) - 4:37

## Video musicale
Nel video musicale, interamente in bianco e nero, si vede Gary Barlow alzarsi da letto ed affrontare la giornata, durante la quale si imbatte in tante persone apparentemente felici, mentre lui sembra non esserlo affatto ed essere assorto nei suoi pensieri.

## Staff artistico
- Gary Barlow, voce e pianoforte
- Chris Cameron, basso, pianoforte e archi
- Andy Duncan, batteria

## Classifiche
| Paese             | Posizione massima |
| ----------------- | ----------------- |
| Regno Unito       | 1                 |
| Australia         | 7                 |
| Austria           | 11                |
| Belgio (Fiandre)  | 5                 |
| Belgio (Vallonia) | 4                 |
| Finlandia         | 6                 |
| Francia           | 27                |
| Germania          | 5                 |
| Irlanda           | 3                 |
| Italia            | 5                 |
| Norvegia          | 9                 |
| Paesi Bassi       | 6                 |
| Svezia            | 12                |
| Svizzera          | 5                 |